# Xenontrioxid
Xenontrioxid (XeO3) är en instabil förening av xenon med oxidationstalet +6. Den ser ut som fasta, färglösa kristaller. Det är ett mycket effektivt oxidationsmedel som långsamt frigör syre (och xenon) från vatten, en process som påskyndas av solljus. Vid kontakt med organiska föreningar kan den explodera. När det detonerar frigörs xenon och syrgas.

## Kemiska egenskaper
Xenontrioxid är ett starkt oxidationsmedel och kan oxidera de flesta ämnen som överhuvudtaget är oxiderbara. Det är dock långsamt verkande och detta minskar dess användbarhet.
Över 25 °C är xenontrioxid mycket benägen till våldsam explosion:
2XeO3 → 2Xe + 3O2  (ΔHf = −403 kJ/mol)
Xenontrioxid löser sig i vatten och bildar xenonsyra (H2XeO4).
{\displaystyle {\rm {XeO_{3}+H_{2}O\rightarrow H_{2}XeO_{4}}}}
Denna lösning är stabil vid rumstemperatur och saknar de explosiva egenskaperna hos xenontrioxid. Det oxiderar karboxylsyror kvantitativt till koldioxid och vatten.
Alternativt löses det upp i alkaliska lösningar för att bilda xenater. HXeO−4-anjon är den dominerande arten i xenatlösningar. Dessa är inte stabila och börjar fördela sig i perxenater (+8 oxidationstillstånd) och xenon och syrgas. Fasta perxenater som innehåller XeO4−6 har isolerats genom att reagera XeO3 med en vattenhaltig lösning av hydroxider. Xenontrioxid reagerar med oorganiska fluorider såsom KF, RbF eller CsF för att bilda stabila fasta ämnen av formen MXeO3F.

## Fysiska egenskaper
Hydrolys av xenonhexafluorid eller xenontetrafluorid ger en lösning från vilken färglösa XeO3-kristaller kan erhållas genom avdunstning. Kristallerna är stabila i flera dagar i torr luft, men absorberar lätt vatten från fuktig luft för att bilda en koncentrerad lösning. Kristallstrukturen är ortorhombisk med a = 6,163 Å, b = 8,115 Å, c = 5,234 Å och 4 molekyler per enhetscell. Densiteten är 4,55 g/cm3.
|                                                              |                             |                                |
| boll-och-stick-modell av en del av kristallstrukturen i XeO3 | Modell för utrymmesfyllning | koordinationsgeometri för XeO3 |

## Säkerhet
XeO3 bör hanteras med stor försiktighet. Prover har detonerat när de är ostörda i rumstemperatur. Torra kristaller reagerar explosivt med cellulosa.